# Gueral (Coles)
Gueral (llamada oficialmente San Martiño de Gueral) es una parroquia del municipio español de Coles, en la provincia de Orense, Galicia.

## Toponimia
La parroquia también es conocida por el nombre de San Martín de Gueral.

## Organización territorial
La parroquia está formada por una entidad de población:
- Moure

## Demografía
Gráfica demográfica del lugar de Moure y parroquia de Gueral según el INE español:
| Gráfica de evolución demográfica de Gueral entre 2000 y 2022 |
|                                                              |
| Datos según el nomenclátor publicado por el INE.             |